# Rebecca Scown
Rebecca Scown (Hawera, 10 de agosto de 1983) é uma remadora neozelandesa, medalhista olímpica.

## Carreira
Scown competiu nos Jogos Olímpicos de 2012 e 2016. Em Londres, conquistou a medalha de bronze na prova do dois sem ao lado de Juliette Haigh. Quatro anos depois, competindo com Genevieve Behrent, obteve a medalha de prata também no dois sem.